# 舒州 (唐朝)
舒州，中国唐朝时设置的州。
唐朝武德四年（621年）改同安郡置，治所在怀宁县（今安徽省潜山市）。辖境相当今安徽省天柱山、三官山以南，长江以北地区。天宝元年（742年）复为同安郡，至德二载（757年）又改盛唐郡，乾元元年（758年）复为舒州。南宋绍兴十七年（1147年）改为安庆军。庆元元年（1195年）以宁宗潜邸，升为安庆府。
| 唐朝舒州辖县 | 唐朝舒州辖县                                                                 |
| ------------ | ---------------------------------------------------------------------------- |
| 618年        | 怀宁县、太湖县、同安县（望江县、宿松县改属高州）                             |
| 621年        | 怀宁县、太湖县、同安县（新设青城县、荆阳县）                                 |
| 622年        | 怀宁县、太湖县、同安县、青城县、荆阳县（新设皖城县、安乐县、梅城县、皖阳县） |
| 624年        | 怀宁县、太湖县、同安县、荆阳县（废除青城县、皖城县、安乐县、梅城县、皖阳县） |
| 625年        | 怀宁县、太湖县、同安县（望江县、宿松县来属，废除荆阳县）                     |
| 734年        | 怀宁县、太湖县、同安县、望江县、宿松县                                       |
| 757年        | 怀宁县、太湖县、同安县（改为桐城县）、望江县、宿松县                         |

## 刺史
| 唐朝舒州刺史 - 殷恭邃（622年） - 张镇周（623年） - 张镇周（625年） - 袁处弘（贞观年间） - 上官怀仁（贞观年间） - 韦庆植（贞观年间） - 裴瞿昙（唐太宗、唐高宗时） - 杨承仙（666年之前） - 元思哲（唐高宗时） - 韩俭（唐高宗时） - 李素节（689年） - 张知謇（693年） - 张怀肃（武周时） - 李绍（唐中宗时） - 萧德绪（开元初年） - 姜神翊（开元年间） - 吴兢（开元年间） - 高力牧（开元年间） - 沈从道（开元年间） - 寇洋（开元末年） - 田仁琬（742年） - 同安郡太守 - 盛唐郡太守 | - 张休（乾元年间） - 王侁（唐肃宗时） - 张万福（上元年间） - 刘秋子（762年） - 张万福（大历初年） - 独孤及（770年—773年） - 韦佶（大历年间） - 刘契（大历年间） - 吕渭（784年—786年） - 韦贞伯（787年） - 郑甫（790年） - 宇文适（贞元年间） - 韩憬（贞元年间） - 裴靖（贞元末年） - 胡珦（贞元末年） - 李翱（821年—823年） - 李德修（830年之前） - 杨汉公（835年—838年） - 郑穀（840年） - 张次宗（会昌年间） - 苏涤（845年—846年） - 李珏（847年） - 韩复（851年，未任） - 郑颙（853年） | - 张彦远（861年） - 孔威（咸通末年） - 豆卢瓒（乾符年间） - 郎幼复（879年） - 孙端（中和年间） - 高澞（884年） - 陶雅（884年—886年） - 倪章（892年—893年） - 李神福（893年） - 马珣（乾宁初年） - 刘存（乾宁年间） - 王茂章（905年之前） - 崔厦 - 贾元敏 - 韦曾 - 何某 - 李宗 - 王琪 |